# Mihály Tompa
Pour les articles homonymes, voir Tompa.
Dans le nom hongrois Tompa Mihály, le nom de famille précède le prénom, mais cet article utilise l’ordre habituel en français Mihály Tompa, où le prénom précède le nom.
Mihály Tompa ([ˈmihaːj], [ˈtompɒ]), né le 28 septembre 1817 à Rimaszombat et mort le 30 juillet 1868 à Hanva, est un poète hongrois. 